# Day Of Phoenix
Day Of Phoenix var et dansk syre-/progrock-band, der var aktivt omkring 1970. Bandet blev i 1968 startet som en udløber af rhythm & blues-bandet The Maniacs, med hjælp fra Cy Nicklin, og i 1969 medvirkede de i filmen Helle for Lykke. Efter to singler og to LP'er gik deltagerne forskellige veje.

## Diskografi

### Album
- Wide Open N-Way (1970) Sonet SLPS 1519
- The Neighbour's Son (1972) Sonet SLPS 1541

### Singler
- "Tell Me" / "I Think It's Gonna Rain Today" (1968) Sonet T 7255
- "Deep Within The Storm" / "Chicken Skin" (1972) Decca 25 495

## Eksterne links
- Day Of Phoenix på Discogs (engelsk)
- Day Of Phoenix på danskefilm.dk
- Day of Phoenix Arkiveret 18. maj 2007 hos  Wayback Machine på Gibraltar Encyclopedia of Progressive Rock
- Day of Phoenix

| Musikgruppe | Spire Denne artikel om en dansk musikgruppe er en spire som bør udbygges. Du er velkommen til at hjælpe Wikipedia ved at udvide den. |